# 소프트웨어 품질보증
소프트웨어 품질보증(Software quality assurance, SQA)은 모든 소프트웨어 공학 프로세스, 방법 및 작업 결과물을 모니터링하여 정의된 표준을 준수하는지 확인하는 수단이자 관행이다. 여기에는 ISO/IEC 9126(현재 ISO 25010으로 대체됨), SPICE 또는 CMMI와 같은 표준이나 모델에 대한 적합성을 보장하는 것이 포함될 수 있다.
여기에는 소프트웨어가 표준과 연결되는 품질 기준을 충족하는지 확인하기 위해 관리자 또는 개발자가 소프트웨어 제품 및 활동을 검토하고 감사하는 데 사용할 수 있는 표준 및 절차가 포함된다.
SQA는 요구 사항 엔지니어링, 소프트웨어 설계, 코딩, 코드 검토, 소스 코드 제어, 소프트웨어 구성 관리, 테스트, 릴리스 관리 및 소프트웨어 통합을 포함한 전반적인 소프트웨어 개발 프로세스를 포괄한다. 이는 목표, 약속, 능력, 활동, 측정, 검사 및 검증으로 구성된다.

## 같이 보기
- 설계기반 품질고도화
- 소프트웨어 테스트